# Недокурский сельсовет
Недокурский сельсовет - сельское поселение в Кежемском районе Красноярского края.
Административный центр - посёлок Недокура.

## Население
| 2010 | 2012 | 2013 | 2014 | 2015 | 2016 | 2017 |
| ---- | ---- | ---- | ---- | ---- | ---- | ---- |
| 632  | ↘557 | ↘516 | ↘486 | ↘425 | ↘376 | ↘336 |

## Состав сельского поселения
В состав сельского поселения входит один населённый пункт — посёлок Недокура.

## Местное самоуправление
Недокурский сельский Совет депутатов
Дата избрания: 14.03.2016. Срок полномочий: 5 лет. Количество депутатов:  7
Глава муниципального образования
- Качин Владимир Иванович. Дата избрания: 14.03.2016. Срок полномочий: 5 лет